# BSG Post Rostock

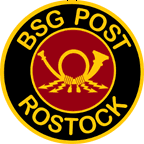
Wappen der BSG Post Rostock

Die BSG Post Rostock war ein erfolgreicher Sportverein in der DDR. Er ist nach der Wende im  Post Sportverein Rostock aufgegangen.

## Geschichte
Die Betriebssportgemeinschaft Post Rostock wurde am 15. November 1950 gegründet, nachdem Mitarbeiter des Postamtes und des Fernmeldeamtes Rostock beim zuständigen Ministerium in Berlin den Antrag gestellt hatten eine Betriebssportgemeinschaft gründen zu dürfen. Die damaligen Gründungsmitglieder waren Paul Schulz, Karl-Heinz Behn, Ursula Frisch sowie Ulrich und Ursula Schwerin. Zu Spitzenzeiten hatte die BSG Post Rostock über 800 Mitglieder.
Im Verein wurden zahlreiche Sportarten angeboten.
Im Tischtennis und Bowling errang der Verein DDR-Meisterschaften und Pokalsiege.

## Frauenfußballabteilung
1990 wurden die Fußballfrauen DDR-Meister und Pokalsieger, nachdem sie bereits seit 1979 mit guten Platzierungen an der DDR-Meisterschaft teilgenommen hatten.
Mit Katrin Prühs, Katrin Baaske und Sybille Lange stellte der Verein drei Fußballnationalspielerinnen der DDR.

## Spielstätten (Auswahl)
- Sportplatz Damerower Weg
- Neptunschwimmhalle
- Sporthalle der Goetheschule

## Personen (Auswahl)
- Gabriele Kalka (Tischtennis)
- Jupp Pilz (Fußball)
- Katrin Prühs (Fußball)
- Katrin Baaske (Fußball)
- Sybille Lange (Fußball)
- Jennifer Zietz (Fußball)